# Fracción O'ctzén
Fracción O'ctzén är en ort i Mexiko.   Den ligger i kommunen Tancanhuitz och delstaten San Luis Potosí, i den centrala delen av landet, 240 km norr om huvudstaden Mexico City. Fracción O'ctzén ligger 282 meter över havet och antalet invånare är 253.
Terrängen runt Fracción O'ctzén är kuperad åt sydost, men åt nordväst är den platt. Runt Fracción O'ctzén är det ganska tätbefolkat, med 207 invånare per kvadratkilometer. Närmaste större samhälle är Tancanhuitz de Santos, 2,4 km sydväst om Fracción O'ctzén. I omgivningarna runt Fracción O'ctzén växer huvudsakligen savannskog.